# Armstrong Sperry
Armstrong Sperry (7. listopadu 1897, New Haven, Connecticut – 26. dubna 1976, Hanover, New Hampshire) byl americký ilustrátor a spisovatel dobrodružných příběhů pro děti a mládež.

## Život
Armstrong Sperry studoval v letech 1915–1918 na umělecké škole Art Students League v New Yorku a poté pokračoval ve studiu malířství na Umělecké škole (School of Art) Yaleovy univerzity (Yale University). Na podzim roku 1918 byl však povolán do Námořnictva Spojených států amerických a zúčastnil se vojenských operací na konci první světové války. Po jejím skončení pracoval jako reklamní grafik a také opět v letech 1919–1923 navštěvoval s různými přestávkami školu Art Students League.
V říjnu roku 1920 se vydal na svou první cestu do jižního Pacifiku, ze které se vrátil v květnu roku 1921. Inspirovala ho k ní četba knih Hermana Melvilla, Roberta Louise Stevensona a Jacka Londona a také cestopis amerického žurnalisty a světoběžníka Fredericka O’Briena (1869–1932) White Shadows in the South Seas (1919, Bílé stíny v jižních mořích). Během cesty navštívil ostrovy Tahiti, Raiatea, Bora-Bora, Fidži, Havaj a také Nový Zéland a Austrálii. V prosinci roku 1921 byly některé z jeho obrazů, které na své cestě vytvořil, vystaveny v Uměleckém centru (Art Centre) v New Yorku.
V létě roku 1922 se seznámil s americkým antropologem Kennethem Emorym, který sehrál významnou roli při vytváření moderní antropologie v Oceánii. Jako jeho asistent pak podnikl v letech 1924–1925 svou druhou cestu do jižních moří, Podílel se na Emoryho vědeckém výzkumu na Havaji, na atolech Taburean, Malden a Penrhyn, na Vánočním ostrově a na ostrovech Tahiti, Bora-Bora a Raiatea. Dále také pokračoval v malování a své obrazy vystavil v červnu roku 1925 v Honolulu.
Po návratu domů pracoval v reklamní agentuře a jako ilustrátor pulpových (brakových) magazínů (pulp magazines) a později knih a knižních obálek včetně prvního vydání Burroughsovy knihy Tarzan a ztracená říše (1929, Tarzan and the Lost Empire). Roku 1930 se oženil s Margaret Mitchell Robertsonovou, dcerou sanfranciského knihkupce a vydavatele, se kterou měl dceru a syna. Rovněž začal psát historky z jižních moří pro různé časopisy a nakonec se rozhodl navázat na tradice dobrodružných příběhů s chlapeckým hrdinou po vzoru Roberta Michaela Ballantyneho a Roberta Louise Stevensona. K tomu využil svou znalost polynéského folklóru, který na svých cestách sbíral. Jeho literární díla se tak dají charakterizovat jako etnografické fikce pro mladé čtenáře. Své knihy také sám ilustroval a jeho ilustrace připomínají polynéské malby.
Debutoval prózou Jeden den s Manuem (1933, One Day with Manu) líčícím každodenní život na ostrově Bora-Bora. Za své nejslavnější dílo, novelu Odvaha (1940, Call It Courage) obdržel roku 1941 cenu Newbery Medal, každoročně udílenou za význačný příspěvek do americké dětské literatury. Roku 1944 získal první cenu na jarním knižním festivalu New York Herald Tribune (New York Herald Tribune Children’s Spring Book Festival Honor Award) za knihu Storm Canvas a roku 1949 cenu Junior Book Award za román Deštný prales (1947, The Rain Forest).

## Česká vydání
- Plachetnicí dvěma oceány, Josef Hokr, Praha 1938, přeložil Jaromír Hořejš, vlastní autorovy ilustrace.
- Odvaha, SNDK, Praha 1966, přeložila Emanuela Tilschová, ilustroval Ladislav Hájek.

## Adaptace

### Filmové adaptace
- Call It Courage (1973, Odvaha), americký televizní film, součást televizního seriálu Disneyland, režie Roy Edward Disney.[5]

### Rozhlasové adaptace
- Letící oblak (2013), na námět povídky Plachetnicí dvěma oceány, Český rozhlas, napsal Petr Mandel, překlad Jaromír Hořejš, režie Vladimír Rusko.[6]